# NU'EST
NU'EST（韓語：뉴이스트）為韓國Pledis娛樂於2012年推出的五人男子音樂團體，成員包括ARON、JR、白虎、旼炫及REN，由JR擔任隊長，出道曲《FACE》曾為YouTube韓國男子團體出道曲MV最高觀看次數。2017年初時團體瀕臨解散，JR、白虎、旼炫及REN參加Mnet選秀節目《PRODUCE 101 第二季》，節目中的出色表現使團體重新獲得大眾矚目，被譽為逆行ICON之一。2022年3月14日與Pledis娛樂合約到期，僅有白虎、旼炫兩人續約，ARON、JR、REN則不再續約，2022年3月15日發行於Pledis娛樂的最後一張精選專輯後正式解散，成員各自發展。

## 經歷

### 2011年出道前：Pledis Boys
NU'EST在正式定名前的名字為Pledis Boys，也被稱為男版After School。Pledis娛樂當時旗下只有孫淡妃及女團After School等女性歌手，第一次推出了男子團體。Pledis Boys隨即得到了歌迷的火熱關注，立志成為與眾不同的男子團體。2011年，Pledis Boys透過Pledis家族專輯《2011 HAPPY PLEDIS》首次亮相。
在NU'EST出道前，成員們已經參與了許多同門前輩的舞台。2011年，NU'EST與當時為NU'EST預備成員的SEVENTEEN成員S.COUPS出演了After School分隊After School Blue的出道曲《Wonder Boy》的MV和打歌舞台現場舞者，又與S.COUPS、PRISTIN成員施妍及其他練習生們一同出演Pledis娛樂的家族專輯《Happy Pledis 2012》的收錄曲〈LOVE LETTER〉的MV及舞台現場演出。

### 2012–2013年：處女作、NU'EST-M

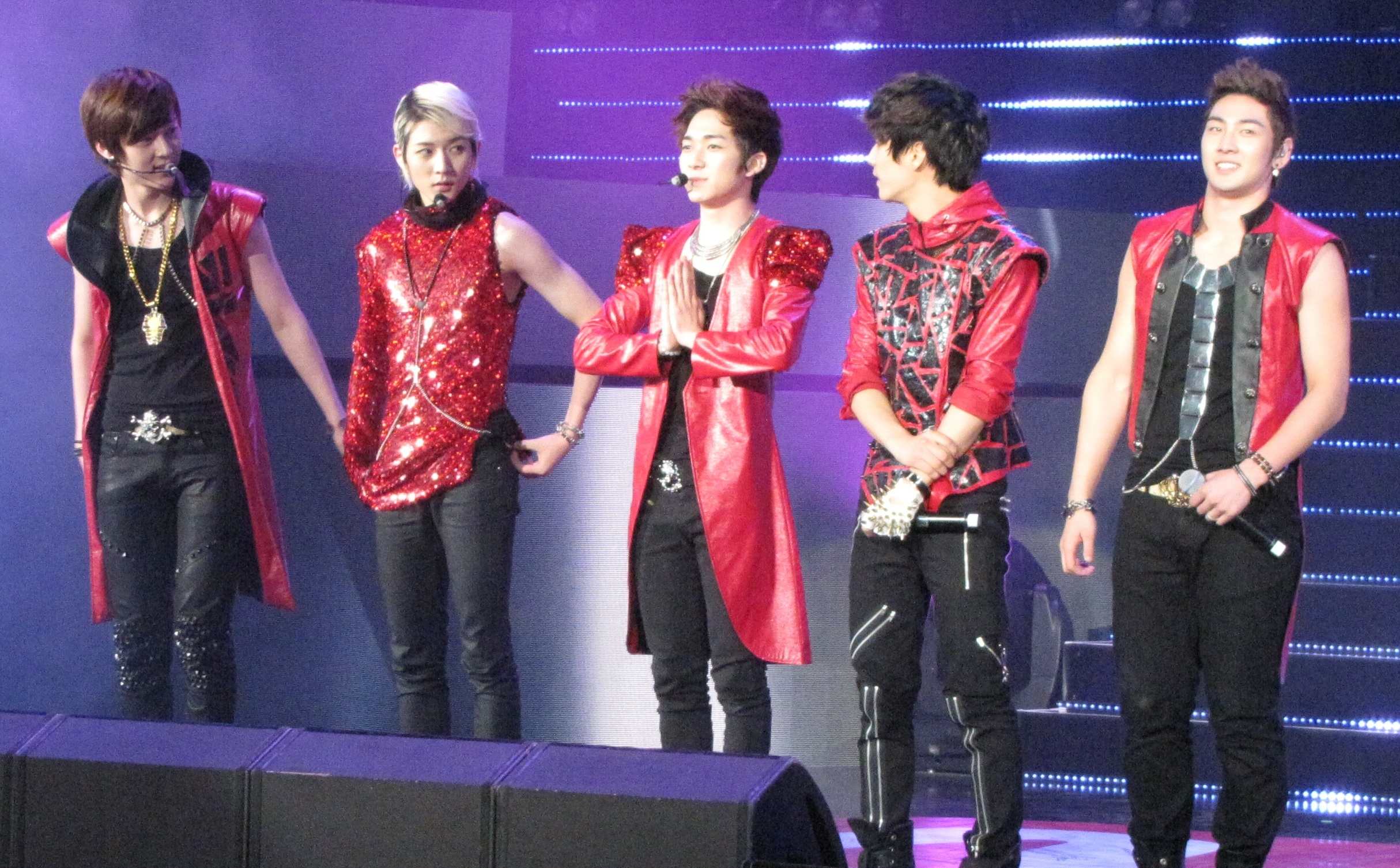
NU'EST 於2012年LA KCON

2012年1月，Pledis娛樂公開團名NU'EST、團體預告照片和個人照，尚未正式出道就開始舉辦活動，更登上所屬公司發行的PLEDIS BOYS MAGAZINE創刊號封面。
3月，出道曲〈FACE〉的團體及個人音樂影像預告陸續公開。15日，於Mnet《M! Countdown》正式出道，首張單曲《FACE》正式發售。主打歌〈FACE〉在歌詞和MV均把視線集中在學校暴力和孤立等社會問題上 。出道作在眾多新人組合中脫穎而出 ，銷量是Gaon音樂榜月榜中的11位。主打曲更在MelOn音源網站排行榜最高達到十五名，MV迄至2019年5月累積觀看次數已超過一億，在2018年12月24日前為韓國男子團體出道曲於Youtube觀看次數最高紀錄保持者，於觀看次數最多的YouTube韓國音樂影片列表也榜上有名。
7月，NU'EST發行首張迷你專輯《Action》回歸樂壇。主打歌〈Action〉描述青少年所感受的壓力，強調表達的自由和追求改變的心情。期後以〈Not over you〉展開後續曲活動，展現年輕人特有的純情與真摯的少年情懷。韓國打歌期後，NU'EST开始擴大到全球市场，在日本、澳大利亞、亞洲其他地區和美國等地舉辦活動。不但參與美國KCON演唱會，更是創下了日本首場個唱全席售罄的佳績。
NU'EST多次探討社會問題，使他們成為青少年代言人。竄紅的NU'EST不但擔任韓國童軍協會的榮譽大使，更成為韓國麥當勞的形象代言人。
NU'EST 以新的概念密集地發行作品，積極地回歸。2013年2月，以第二張迷你專輯《Hello》回歸，主打曲〈Hello〉描繪了目擊女友和其他男人約會的男人的故事，表達了害怕分手，故作冷漠的男生的心情。在宣傳期间，出演團隊綜藝節目SBS MTV的《日記》。8月，以第三張迷你專輯《Sleep Talking》回歸，主打歌〈Sleep Talking〉描述對心儀的女孩子只敢在夢中告白的心情。專輯採用青春活潑、鮮豔色系的造型來突顯其神秘夢幻感。
11月，NU'EST开始进入中国市场，并增加了一名中國籍新成员Jason（符龍飛），六人子團體名称為NU'EST-M。NU'EST-M录制了中国版的〈FACE〉和〈Sleep Talking〉，并在中国各地推广。NU'EST-M在「樂滿星圖 天際之約」發佈會上正式出道，六人帶來NU'EST的〈Sleep Talking〉中文版─〈夢到你〉初舞台。
同時，成員展開個人活動。白虎和REN客串出演KBS電視劇《田禹治》。旼炫開始定期在情景喜劇《無計畫家族第三季》出演。ARON 擔任《Arirang's Music Access》的DJ。

### 2014–2016年：人氣下滑
在2014年3月，雖然團員們還沒有正式在日本出道，但日本四埸的表演已有六千名粉絲參與。重心移向海外的NU'EST 時隔11個月後，才在7月以首張正規專輯《Re:BIRTH》以及主打歌〈Good Bye Bye〉於韓國回歸。
短暫的韓國宣傳活動後，NU'EST繼續主力在海外發展。7月30日在日本發行BEST ALBUM《NU'EST BEST IN KOREA》，正式在日本出道，並在8月開始舉行日本巡迴，於名古屋、大阪、東京開唱。在9月舉行南美巡迴，前往智利、秘魯、巴西等國家開唱。11月5日，公布日本單曲《Shalala Ring》。11月前往歐洲開始巡迴，前往羅馬尼亞和義大利等國家開唱。白虎因聲帶息肉手術暫停活動，並缺席歐洲巡演。

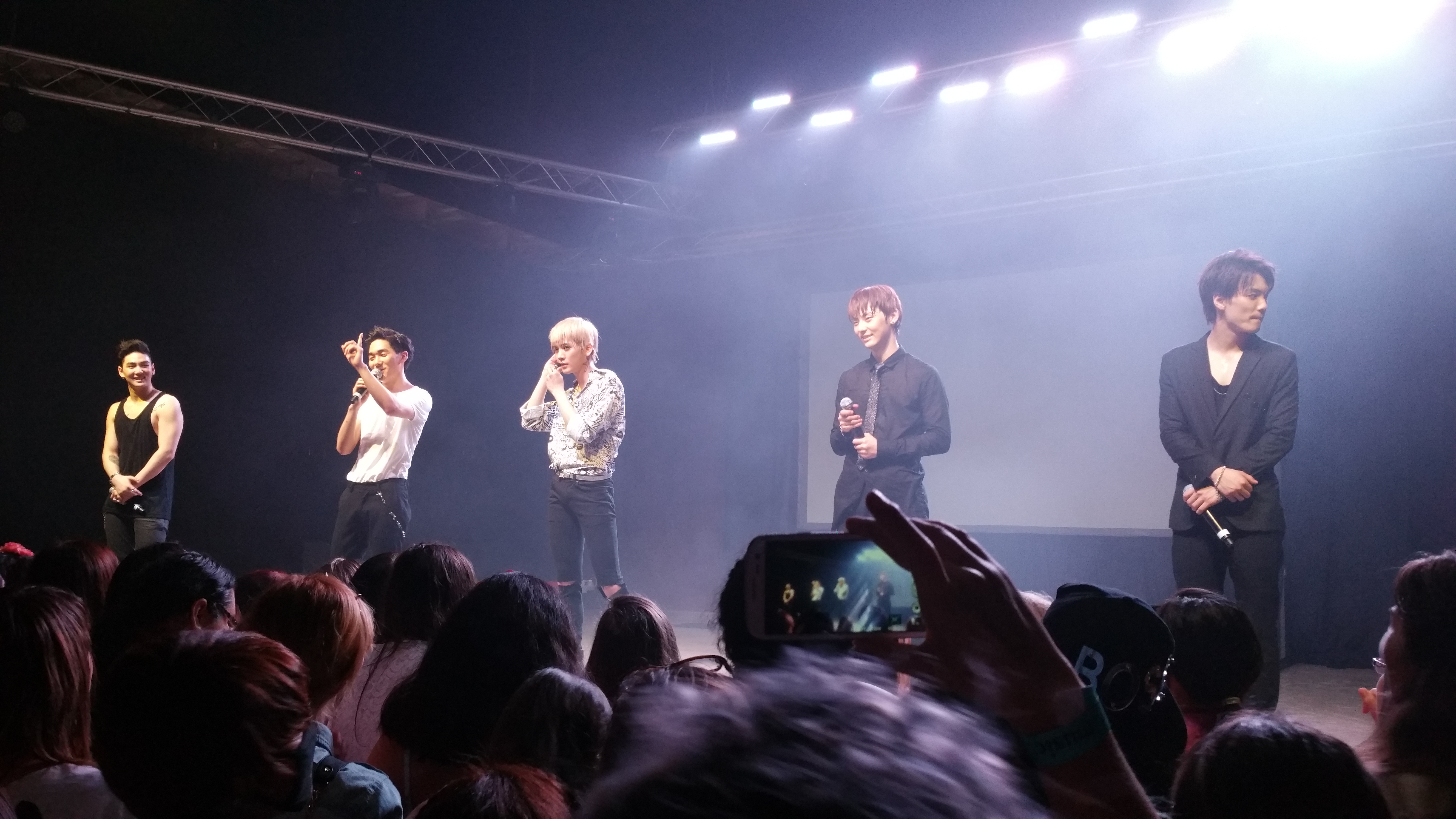
NU'EST 於2015年 Dallas演唱會

過於頻繁的海外活動，逐漸流失韓國本土的人氣，專輯銷量每況愈下。
為迎接出道三週年，於2015年2月27日推出特別單曲專輯《I'm Bad》，但不參加音樂節目。主打歌〈I'm Bad〉內容講述分手之後，男子必須隱藏起來的內心真實心情。3月15日，《I'm Bad》的限量版在三週年紀念日發行。白虎仍在手术恢复中，無法參與A面曲錄製，而只參與B面曲，限量發售五千張的單曲卻並未造成搶購熱潮。
NU'EST於2015年主力在日本發展。3月起將在日本展開的巡迴「NU'EST JAPAN TOUR 2015-SHOWTIME 3」。5月20日，發行日本第二張單曲《NA.NA.NA.淚》。11月18日，發行首張日本專輯《Bridge the World》，一舉打進Oricon排行榜第二名。
2016年1月9日，由Ren主演、其餘四位成員共同出演的日本電影《Their Distance》於日本上映，卻因票房考量未能於韓國上映。
暌違1年多，在2月17日NU'EST以第四張迷你專輯《Q is.》回歸，主打歌〈Overcome（女王的騎士）〉描寫了使用驅除痛苦的咒語守護心愛之人的內容。白虎也參與了專輯的製作，而專輯當中更收錄了成員們的自創曲。
8月29日，以第五張迷你專輯《CANVAS》回歸，主打歌〈Love Paint（Every Afternoon）〉適合在每天下午欣賞，歌詞描述男人遇見真命天女後的心情，彷彿是在黑白的畫布上注入了多樣的色彩，並漸漸形成一幅協調的畫作 。回歸後在SBS MTV 音樂節目《THE SHOW》首次成為一位候補，最終遺憾地得第二名。此張專輯的整體市場反應卻是所有專輯中最差 ，僅售出6,359張，NU'EST整體陷入低迷。

### 2017上半年：《PRODUCE 101 第二季》
2月24日，Pledis娛樂無預警在NU'EST官方Cafe宣布暫停活動，除了ARON因受傷而休養中，其餘四名成員（JR、白虎、旼炫、REN）將以本名參加《PRODUCE 101 第二季》。
|                                                             | 像大部分人說的那樣，失敗了，公司也應該那樣認為吧。我們的專輯沒有帶來很多利潤，所以不能理直氣壯的和公司提出專輯製作的要求。現在，真的覺得看到盡頭了，真的覺得NU'EST離解散不遠了。 |
| ——金鍾炫、姜東昊、黃旼炫、崔珉起，《PRODUCE 101 第二季》EP1 | |

節目初期，四人因為受到外界過大批評及壓力，表現並不突出，但節目持續進行後，重新把握機會回到舞台上的四人出色表現讓觀眾眼睛一亮，使NU'EST所有發行過的專輯在韓國HANTEO榜、Aladdin和Yes24等多個銷量排行榜持續逆行，在緊急加印後所有過往專輯及單曲仍然銷售一空，《CANVAS》專輯於五月及六月間的銷售量甚至超越了發行當年的總年銷售量，限量發行五千張的三周年紀念單曲專輯也突然身價爆衝奇貨可居。
於《PRODUCE 101 第二季》最後一集，旼炫以第九名成績進入期間限定團體Wanna One，其他三人遭淘汰。在節目中深受練習生與導師信任、且已被暱稱為「國民隊長」的JR得到十四名，而白虎和REN分別取得十三名和二十名，跌破眾人眼鏡同時，NU'EST不僅成為熱搜關鍵字，舊歌開始逆襲各大音源排行榜，尤其〈Hello〉最高更攻佔Genie第一名的寶座。節目結束當天，NU'EST官方粉絲俱樂部會員數量由二萬五千名暴增至五萬名。個人的Instagram粉絲數量也急速上升，JR的第一篇感謝粉絲發文於兩日內湧入25萬讚數與近7萬則留言。
由於《PRODUCE 101 第二季》合約限制，成為Wanna One成員的旼炫需暫時停止NU'EST的活動直至2018年12月31日。於6月19日Pledis娛樂表示預計於下半年以四人組合回歸。
2017年第25週韓國Gaon排行榜數位音樂排行榜（2017.06.18~2017.06.24），發行超過四年的歌曲〈Hello〉於Gaon榜上逆行，由第68名上升至第20名，〈Love Paint（every afternoon）〉與〈Daybreak（Minhyun&JR）〉也分別取得第71名、第91名的成績。〈Hello〉也在音樂節目《人氣歌謠》和《音樂銀行》中逆襲回榜，無任何宣傳下於《人氣歌謠》獲第11名，刷新其最佳紀錄。同時韓國最大電影院集團CJ CGV也公告將於9月獨家上映由Ren主演、其餘四位成員共同演出的日本電影《Their Distance》。成員JR與Ren首次接獲商業廣告，兩人成為化妝與保養品牌LABIOTTE代言人，促銷販售第一日即造成排隊搶購風潮，並使得該品牌官方網站銷售存貨售罄。JR與Ren也第一次成為綜藝節目固定成員，分別加入了JTBC電視台的新綜藝《夜行鬼怪》與《自討苦吃》。

### 2017下半年：NU'EST W、《W, HERE》

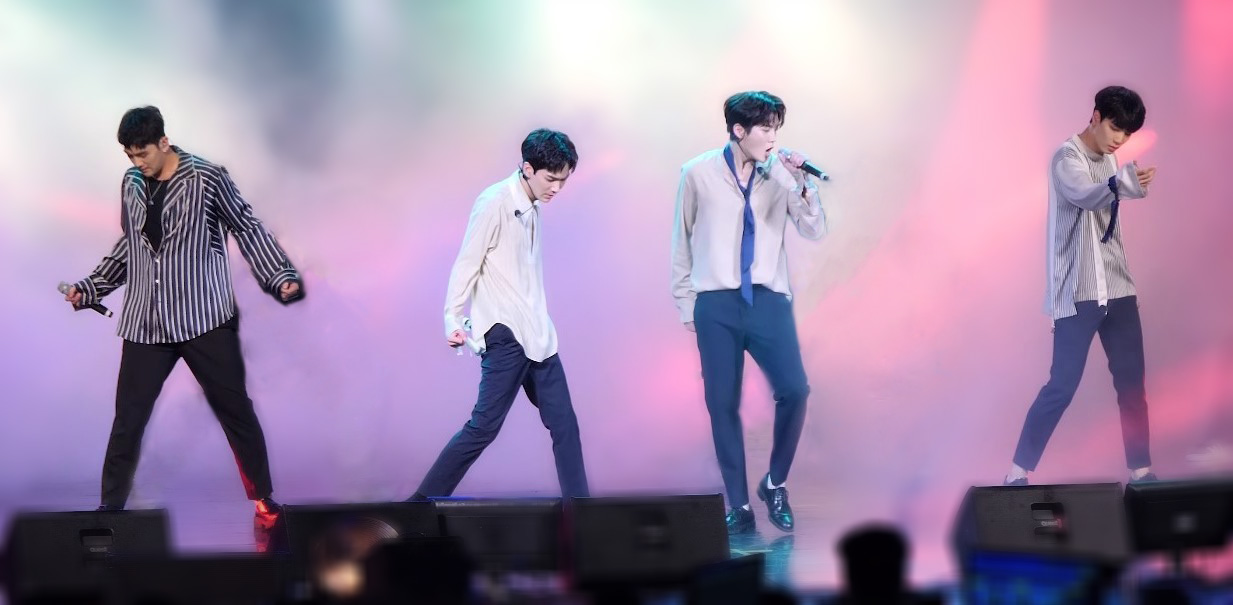
NU'EST W於8月19日城南公演

為了答謝粉絲們的愛，NU'EST在7月14日公開了重新錄製的〈Hello（2017.ver）〉，後續並公布四人組分隊名稱為NU'EST W，W是Waiting的縮寫，代表等待旼炫歸隊、以及長久以來的等待終於迎來與粉絲見面的時刻，並以分隊形式在7月25日發行單曲〈If You〉，為NU'EST W專輯的先行曲。新曲發表後，首小時便在韓國Genie、Bugs、Naver等音源網站空降第一名，刷新NU'EST初次歌曲發行後首小時最高成績。當晚NU'EST W的Vlive直播節目為白虎於6月22日遭到黑函攻擊與7月3日父親意外過世後，首次出現於觀眾前，四人的直播節目於結束前湧入50萬觀看人次，而直播節目於兩天後重新播映，由觀眾所點選的愛心數於重播後隔天突破一億次。單曲〈If You〉並未於任何節目中宣傳且無拍攝音樂錄影帶，但憑藉著優秀的數位音源成績成為隔週《Show! 音樂中心》一位候補，最終排行第二名，也是NU'EST出道以來首次於無線台成為一位候補。
NU'EST W於8月26日至27日舉行「L.O.Λ.E & DREAM」見面會，共一萬席門票在開賣後僅3分鐘便銷售一空，25萬人同時湧入預售網站更使系統一度癱瘓。於慶祝出道2000日當天，受到Ren影響的粉絲與慈善品牌Marymond合作，捐了六百三十餘萬韓元給慰安婦，創下粉絲團體中最高的捐款金額。為了感謝粉絲如此厚愛， NU'EST W 在8月17日的《M! Countdown》帶來〈Hello〉和〈If You〉的特別舞台。

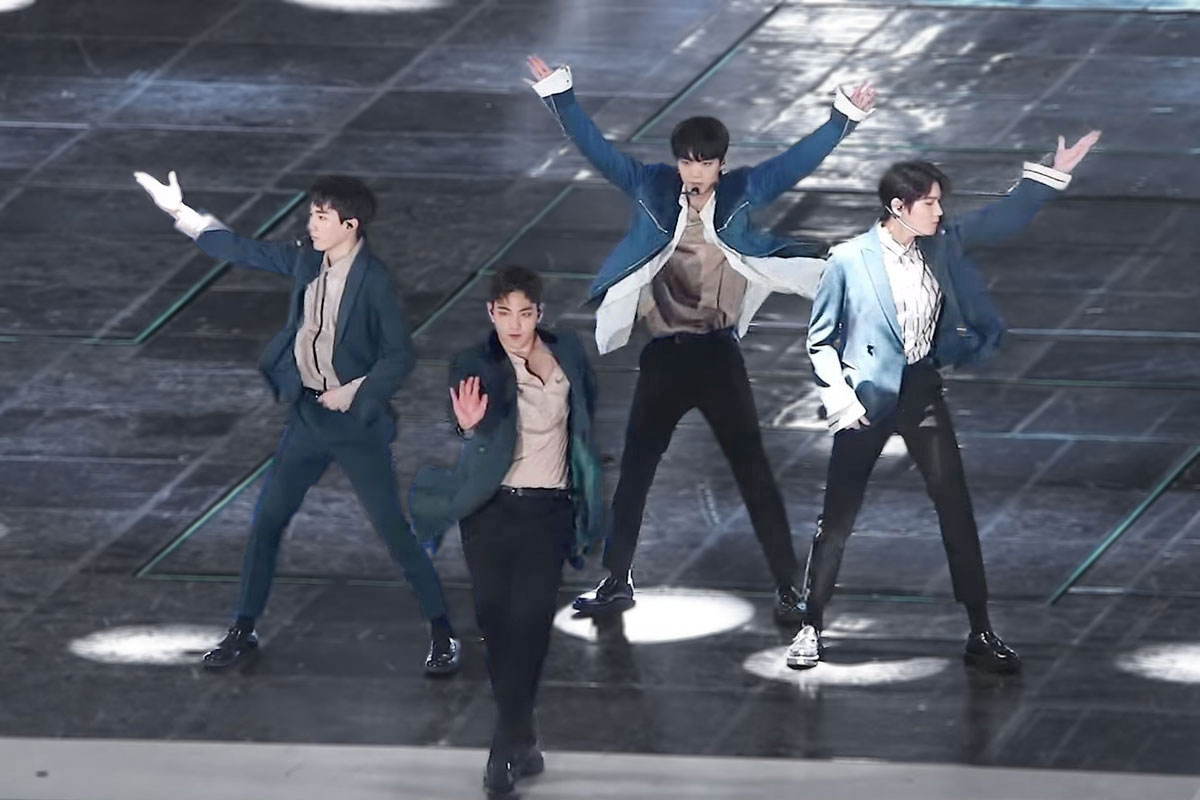
NU'EST W於2017年BOF表演WHERE YOU AT

10月10日，NU'EST W攜新專輯《W, HERE》以及主打歌〈WHERE YOU AT〉回歸，當日下午6時公開專輯曲目。7時，主打歌〈WHERE YOU AT〉空降音源實時榜MelOn二位、Mnet五位、Soribada、Naver Music、genie、Bugs同登一位的好成績。NU'EST W憑藉《W, HERE》成為第四個組合於HANTEO CHART首周销量超過20萬。在四組團體中，NU'EST W是唯一的分隊，也是人數最少的團體。NU'EST W分別登上41週Gaon Chart專輯榜、單曲榜及音源下載排行榜的首位，成為三冠王。此外，新專輯《W, HERE》所有收錄曲皆進入了單曲榜TOP40 。10月19日，憑〈WHERE YOU AT〉在Mnet《M Countdown》奪得出道六年以來第一個在音樂節目上的一位，其後亦在KBS《音樂銀行》獲得無線台首個一位排名。
10月，NU'EST W成為全球性戶外品牌《BLACKYAK》Art of the Youth項目的代言人。Art of the Youth活動始於2016年，目的在於發揚勇於挑戰的精神。NU'EST W通過出演《Produce 101》迎來第二次機會，展現了朝着目標的熱情與團隊精神，詮釋了「Fear Nothing，燦爛的青春，開始總是美好」的概念。而原本只有選擇JR和REN為代言人的LABIOTTE因銷量大增，於11月與NU'EST W簽訂2018年全年度全品牌代言合約。12月23日發行首次電視劇原聲帶作品tvN《花遊記》OST〈Let Me Out〉，廣受各界好評。
2017年末頒獎，出道第六年的NU'EST W成員憑著《W, HERE》專輯年度銷量308,108張的成績，首次踏上表演舞台與頒獎台，於亞洲明星盛典獲得歌手部門最佳演藝人獎、Mnet亞洲音樂大獎取得年度發現獎，並繼2012年入圍金唱片獎新人獎後，再次入圍金唱片獎並贏得本賞，以及首爾歌謠大賞獲頒本賞，Gaon Chart K-POP大獎提名7月、10月音源部門年度歌手與第四季專輯部門年度歌手，並取得火熱表演獎。
整年度的戲劇性轉折，NU'EST與EXID被並列為韓國男團與女團的逆行ICON。

### 2018上半年：NU'EST W《WHO, YOU》
年初，Pledis娛樂於官方cafe將過往只有口頭敘述為螢光粉紅色的應援色，正式定調為Deep Teal #00313C和Vivid Pink #E31C79雙色 。同時，NU'EST W成為休閒品牌《HANG TEN》的韓國區代言人。
NU'EST在3月以NU'EST W的形式首度在韓國舉行單獨演唱會〈DOUBLE YOU〉，三場門票全數售完，並且於4月及5月於曼谷、台灣舉行演唱會。而2016年於日本上映、17年才回到韓國上映的成員主演電影《Their Distance》終於在4月時正式發售韓國版藍光及DVD。4月16日，自前一年7月以來遭受嚴重黑函攻擊的成員白虎，確定得到檢察機關無嫌疑處分。5月13日四人所代言的LABIOTTE防曬棒電視廣告正式播映。
6月7日凌晨，成員在官方粉絲俱樂部透過親筆信告知粉絲NU'EST W將於6月25日帶著新專輯《WHO, YOU》回歸，當天晚上JR穿著精靈寶可夢的傑尼龜人偶裝，到首爾各處突襲觀看由粉絲所刊登的慶生燈箱與螢幕看板，以感謝粉絲對他的生日祝賀。
6月25日下午6點新專輯正式上市，在世界盃足球賽熱潮中仍取得優秀的成績，主打曲〈Dejavu〉於7月6日的KBS《音樂銀行》節目中取得一位，以及第26週Gaon Chart專輯榜、音源下載榜及BGM榜首位。
以《WHO, YOU》回歸期開始起跑，除了眾多的公演及團體參與綜藝節目，成員也展開多樣的個人活動。JR參與了旅行綜藝《自討苦吃》第二季，以及成為《網線生活》與《Love Catcher》主持人之一。Ren再次客串泰國戲劇《Coffee Society 4.0》以及加入Mnet全新綜藝節目《老頑固LIVE》主持群。ARON則是《腦性時代：問題男子》中收到最多觀眾請求邀約的特別來賓。白虎以「大衛貝克漢」面具出演《蒙面歌王》，並晉級至第三輪競賽；化名Bbae Ggom（빼꼼）參與女團fromis_9第二張迷你專輯《To. Day》主打曲〈噗通噗通（DKDK）〉作詞；同時以製作人與作詞者身分帶著全新作品〈We Together〉重回PRODUCE系列選秀節目《PRODUCE 48》，該曲後由節目出道團體IZ*ONE重新錄製並收錄於出道迷你專輯《COLOR*IZ》中；7月21日個人生日當天在奧林匹克公園突襲公演BAEKHODAY BUSKING LIVE；以及擔任BUMZU x Raina演唱會特別嘉賓等音樂性活動。

### 2018下半年：NU'EST W《WAKE,N》
NU'EST W首先與tvN熱門戲劇《陽光先生》合作，於8月26日發行原聲帶〈AND I〉，在眾多熱門歌曲競爭之下取得音源榜Naver Music、Mnet、Soribada三榜一位的好成績。隨後與KBS飲食紀錄片《料理人類》李旭正PD攜手，在8月27日推出韓國V live上獨家播放的網路綜藝節目《NU'EST W的L.O.Λ.E便當》，節目播出後成功引領「偶像烹飪」節目的新熱潮。
廣告及代言活動不斷的NU'EST W，自10月1日起成為NCsoft旗下角色品牌Spoonz的代言人，當日發行合作單曲〈I Don't Care（with Spoonz）〉及MV，並且參與快閃店活動，此次代言合作得到熱烈迴響。11月1日開始則因其親切陽光的形象受到大眾喜愛，與同公司的師弟SEVENTEEN共同代言知名韓式速食品牌NeNe炸雞。活躍在各領域中的NU'EST W，正積極展現出大勢偶像的不凡魅力。
在歌迷們處於被各種活動、廣告代言與綜藝節目填滿的豐足時光中，11月1日由PLEDIS娛樂正式確認，以等待成員黃旼炫為意義的子團NU'EST W於11月26日迎來最後一張專輯。11月12日韓國時間零時，Pledis娛樂透過官方Youtube頻道和SNS公開前導預告片及專輯名稱《WAKE,N》，影片延續前張專輯《WHO, YOU》的神秘風格，引發強烈的好奇心，最後的文字「2018.11.26.6PM」預示音源發布時間。《WAKE,N》於韓國時間11月26日18時正式公開，主打歌〈HELP ME〉在Mnet、NAVER MUSIC、Soribada等音源榜單長時間排名第一，收錄歌曲音源亦全部進入各大榜單的上位圈。首周實體專輯銷售量突破18萬張，音樂品質廣受國內外高度肯定。12月7日，主打曲〈Help Me〉於KBS《音樂銀行》取得一位的佳績。
此外NU'EST W也以在12月15、16日於首爾蠶室室內體育館舉辦的〈DOUBLE YOU〉系列最後的演唱會〈DOUBLE YOU FINAL IN SEOUL〉，回報歌迷們的愛與支持，並以《WHO, YOU》專輯250,810張及《WAKE,N》專輯191,461張的2018年度銷量，為NU'EST W分隊活動完美地劃下句點。

### 2019年上半年：〈A Song For You〉、《Happily Ever After》
1月27日至31日，官方twitter帳號上以「NU'EST WEEK」的文字依序發了JR、白虎、ARON 、REN、旼炫的照片，這也是旼炫結束Wanna One團體後第一次於NU'EST官方SNS上發布旼炫的照片。1月31日，隊長JR先行於NU'EST官方粉絲團向粉絲宣佈續約消息，翌日Pledis娛樂宣布基於七年來的信任與五名成員全員完成續約。3月15日18時公開七周年特別單曲〈歌名（A Song For You）〉，打響NU'EST即將正式回歸韓語樂壇的第一步。
作為完整體回歸專輯的先行曲，4月3日18時發行旼炫的SOLO單曲〈Universe〉。4月12至14日在首爾奧林匹克體操競技場舉行〈Segno〉演唱會，為NU'EST第一次在韓國的完全體五人單獨演唱會，出道七年後終於踏入韓國偶像指標性演唱會場地，三場演唱會共動員3萬6千名粉絲，同時於末場演唱會中正式公布4月29日NU'EST將以第六張迷你專輯《Happily Ever After》正式回歸韓國樂壇。4月28日17時09分，出道曲〈FACE〉MV在Youtube的觀看次數突破一億點擊，為韓國現存男團出道曲YouTube觀看數記錄達一億次首位者。5月5日為韓國兒童節，NU'EST於官方YouTube頻道上驚喜公開〈BLESSING〉全曲音源，作為送給粉絲的兒童節禮物，該曲為2011年錄製的出道候選曲，在〈Segno〉首爾演唱會中場橋段時曾表演片段。
第六張迷你專輯《Happily Ever After》主打歌〈BET BET〉音源於4月29日18時公開後，在Mnet、NAVER MUSIC、Soribada、Bugs取得四榜實時一位的佳績。並在十三個海外國家iTunes Top專輯排行榜獲得一位，發行後僅一天便登上全世界iTunes專輯排行榜四位，成為前五名當中唯一的韓國專輯。同時，美國權威音樂雜誌Billboard News以「NU'EST以'BET BET'王者回歸」為題，詳細介紹此次專輯的音樂風格與音樂錄影帶。首週實體專輯銷售成績於HANTEO銷量榜為221,364張，打破分隊銷量最高紀錄並且成為韓國2019年第三組首週實體專輯銷量超過20萬張的藝人。第二周（2019.05.06~2019.05.12）實體專輯銷售成績於HANTEO銷量榜為21,215張，首度登上實體專輯銷售兩周冠軍[37]。因此次實體專輯銷售量創下自身新高，Billboard News特別報導截至5月11日，《Happily Ever After》為世界專輯榜第8名，這是NU'EST首次進入前10名，也是至今在美國一周銷售量最高的紀錄。並在Billboard Korea K-Pop 100中，成為二位。此外，《Happily Ever After》分別登上2019年第18週（2019.04.28~2019.05.04）Gaon Chart專輯榜、單曲榜及音源下載排行榜的首位，成為三冠王。
5月8日NU'EST於MBC《SHOW CHAMPION》憑 〈BET BET〉奪得出道八年來第一個完整體音樂節目一位，以2611天成為出道最長時間獲得一位的韓國團體。5月9日，於Mnet《M! Countdown》藉滿分11,000分成為該節目第五組以滿分獲得一位的藝人。5月10日，在KBS《Music Bank》取得本次回歸第三個一位，也是完整體的第一個無線台一位，使得此獎項意義更加重大。宣傳期結束後，〈BET BET〉再度於5月22日的MBC《SHOW CHAMPION》榮膺一位，成為NU'EST第一首三台冠軍歌曲與雙周冠軍歌曲，以四個一位在競爭激烈的韓國樂壇中展現亮眼的優異成績。

### 2019年下半年：2019 NU'EST TOUR 〈Segno〉、《The Table》
7月20日，NU'EST開啟海外巡演 2019 NU'EST CONCERT〈Segno〉，以曼谷為起點，陸續在香港、雅加達、馬尼拉、吉隆坡、台北等6個地區進行了7場演唱會，最終場於9月14日的台北場演唱會作為結束，歷經兩個月的巡演，〈Segno〉CONCERT 聚集了超過4萬5000名的觀眾，世界各地都沉浸在對NU'EST的狂熱中，展現其攀升中的高人氣。7月24日，NU'EST獲得由韓國消費者品牌委員會主辦的「2019年度品牌大賞 最佳男子團體部門獎」，印證其在韓國主流品牌的市場地位。
10月21日18時，NU'EST以第七張迷你專輯《The Table》回歸。主打歌〈LOVE ME〉音源公開後在NAVER MUSIC、Soribada、Bugs等實時榜單排名第一，取得三榜一位的佳績，專輯收錄曲音源亦全部進入各大榜單的上位圈。於實體唱片銷售網站HANTEO排行榜、Synnara唱片行、INTERPARK購物商城等達成周排行榜一位，Aladin唱片行、YES24唱片行等達到日排行榜一位的銷售紀錄。此外《The Table》在菲律賓、泰國、新加坡和澳門等七個海外國家與地區iTunes Top專輯排行榜獲得一位，於印尼、墨西哥、越南等十二個國家與地區iTunes Top專輯排行榜進入前五名。《The Table》首週（2019.10.21~2019.10.27）實體專輯銷售成績於HANTEO銷量榜為168,853張，成為韓國實體專輯銷售周冠軍，更登上2019年第43週（2019.10.20~2019.10.26）Gaon Chart音源下載排行榜的首位。
10月30日，NU'EST於MBC《SHOW CHAMPION》以 〈LOVE ME〉奪得此次回歸的第一個音樂節目一位。10月31日，於Mnet《M Countdown》再度獲得一位。11月1日，在KBS《Music Bank》取得本次回歸第三個一位，也是〈LOVE ME〉的第一個無線台一位。11月2日，在MBC《Show! 音樂中心》取得本次回歸第四個一位，為NU'EST初次在此音樂節目獲得一位，使得此獎項意義更加重大。11月3日，在SBS《人氣歌謠》取得本次回歸第五個一位，亦是NU'EST初次在此音樂節目獲得一位，為第七張迷你專輯《The Table》的活動寫下巨大成功的歷史篇章。NU'EST在《The Table》回歸期出演的所有音樂放送節目皆取得一位，〈LOVE ME〉成為NU'EST第一首五台冠軍歌曲，本次橫掃五冠王的優秀紀錄在競爭激烈的10月韓國樂壇中展現了強烈的氣勢與影響力。

### 2020年：《The Nocturne》、 《Drive》、《PRODUCE 101 第二季》白虎遭造假淘汰
5月11日18時，NU'EST以第八張迷你專輯《The Nocturne》回歸。實體專輯首週（2020.05.11~2020.05.17）共售出185,519張，成為HANTEO銷量榜實體專輯銷售該週冠軍，更登上2020年第20週（2020.05.10~2020.05.16）Gaon Chart實體專輯銷售榜及音源下載排行榜的首位。
5月20日，NU'EST於MBC《Show Champion》中以 〈I'm in Trouble〉獲得此次回歸的第一個音樂節目一位。5月21日，於Mnet《M! Countdown》再度獲得一位，並於安可舞台上為當天生日的ARON慶生。5月22日，在KBS《Music Bank》取得本次回歸第三個一位，並於安可舞台上吃栗子慶祝。5月23日，在MBC《Show! 音樂中心》取得本次回歸第四個一位。
10月7日，NU'EST發行了第二張日語專輯《Drive》。是繼《Bridge the World》相隔5年後發行的日語專輯。
11月18日，首爾高等法院刑事1部公開《PRODUCE 101 第二季》造假情況，證實白虎於總決賽中排名確定原為出道組Wanna One成員。

### 2021年：《Romanticize》
4月19日18時，NU'EST以第二張正規專輯《Romanticize》回歸，自在2014年推出了第一張正規專輯《Re:BIRTH》後，今次是時隔7年再推出正規專輯。
本次回歸活動是在原所屬公司Pledis娛樂進入HYBE旗下後的第一次活動。音樂錄影帶的試聽版本、專輯歌曲試聽版本、回歸Showcase以及正式版均在HYBE頻道上播映。試聽版的點閱人數，超過上張專輯的試聽版本。專輯中隨機附贈的成員小卡共有110張，但成員僅有五人，因此消息一發佈，便上了韓國趨勢的熱搜榜。
首週銷量（2021年4月19日～4月25日）一共為191,831張，登上HANTEO銷量榜週冠軍，打破上張迷你專輯《The Nocturne》的首週銷量紀錄。4月29日，在Mnet《M Countdown》上，拿下首個一位，在舞台上以排骨牌慶賀。緊接著4月30日，又在KBS《Music Bank》上獲得第二個一位，在舞台上剪愛心代表對粉絲「L.O.Λ.E」的愛。5月1日，雖然未上音放節目宣傳，但在MBC《Show! 音樂中心》再度取得此次回歸的第三個一位。5月2日，在《人氣歌謠》上，以投票及SNS滿分的優勢，擊敗其他音源強勁的一位候補歌手們，奪下第四個一位，令本次第二張正規專輯《Romanticize》的音樂活動完美收官。

### 2021–2022年：個人活動、合約到期
1月2日，Pledis娛樂官方宣佈成員Aron因心理健康因素，暫停一切活動。而後，Aron參與正規二輯《Romanticize》回歸的音樂節目打歌活動，並表示自己的健康已有大的進展，身體正恢復中。4月報導，成員白虎參與音樂劇《太陽之歌》的演出，這是他第一次參與音樂劇的演出，他在《loVe story》第一集中提到，自己作為音樂劇演員，有全新的感受，彷彿過往十年的經歷都成為白紙，重新學習如何演出。同時，成員JR亦被證實將演出《成為你的夜晚》電視劇中樂團的貝斯手一角，第一次挑戰韓國連續劇。同時，成員旼炫亦被傳出有望出演連續劇《還魂》。六月，成員崔珉起也證實了將演出在韓國風靡多年的音樂劇《HEDWIG》中的主角，這是繼他在2020年7月演出跨性別議題、英國真實故事改編的《Jamie》中主角Jamie後，第二次演出音樂劇。至此，除了Aron之外，在這一年，所有的成員都將分別透過音樂劇或者連續劇，挑戰演技，成為演員。今年可謂是Nu'est成員們挑戰其他領域的活躍之年。
11月10日，官方釋出Nu'est即將舉辦演唱會的消息，且於11月26-28日連續三日在首爾蠶室體育館如期舉辦演唱會，粉絲們在政府頒布「不得吶喊應援」的禁令下，以應援標語製成紙扇，拍出聲響應援，連續三日均十分遵守規定，未發一聲，使演唱會得以順利落幕，在韓國粉絲圈引起十分大的正面迴響。
2022年2月28日，Pledis娛樂宣布NU'EST於3月14日（成軍十週年前一天）合約到期，成員JR、ARON、REN不續約，白虎、旼炫再次續約；3月15日NU'EST發行與Pledis娛樂官方合作的最後一張精選專輯，各官方團體社群媒體於3月31日後全面停止更新發布。成員開始各自發展。

## 成員
- 名字粗體字為隊長

| 藝名 | 藝名   | 藝名    | 本名   | 本名           | 本名                      | 出生日期      | 出生地          | 隊內擔當                       | 分隊 |
| ---- | ------ | ------- | ------ | -------------- | ------------------------- | ------------- | --------------- | ------------------------------ | ---- |
| ARON | 아론   | ARON    | 郭英旻 | 곽영민 아론 곽 | Kwak Young Min Aaron Kwak | 1993年5月21日 | 美国 洛杉磯加州 | 副唱、領Rapper、官方門面       | M、W |
| JR   | 제이알 | JR      | 金鍾炫 | 김종현         | Kim Jong Hyeon            | 1995年6月8日  | 江陵市江原道    | 隊長、主Rapper、主舞           | M、W |
| 白虎 | 백호   | Baekho  | 姜東昊 | 강동호         | Kang Dong-ho              | 1995年7月21日 | 濟州島          | 主唱                           | M、W |
| 旼炫 | 민현   | Minhyun | 黃旼炫 | 황민현         | Hwang Min-hyun            | 1995年8月9日  | 釜山市          | 領唱                           | M    |
| REN  | 렌     | Ren     | 崔珉起 | 최민기         | Choi Min-gi               | 1995年11月3日 | 釜山市          | 副唱、忙內(本人曾表示是四忙內) | M、W |

## 團體側寫

### 團名及粉絲名由來
NU'EST全稱為「NU, Establish, Style, Tempo」，意為「Establishing a new style of music（建立音樂的新風格）」，2012年3月15日於韓國正式出道。
2012年5月21日於官方推特上公佈歌迷官方名稱為「L.O.Λ.E」，取自韓文團名「뉴이스트」的子音字母「ㄴㅇㅅㅌ」，唸法同英文單字「LOVE」。

### 應援色
官方應援色過去使用螢光淡粉紅色，2018年1月1日正式公告為Deep Teal #00313C和Vivid Pink #E31C79 。

### 問候語
開場時的問候語：「Show Time NU'EST Time 大家好（全體），Urban Electro Band（ARON），我們是NU'EST！（全體）」
結束時的問候語：「那麼到現在為止是（JR），Urban Electro Band（ARON），我們是NU'EST，謝謝大家！（全體）」
問候語有韓文版、日文版及中文版，NU'EST W分隊時期不使用問候語。

## 音樂作品
| 韓語作品 正規專輯 2014年： Re:BIRTH 2021年： Romanticize 迷你專輯 2012年： Action 2013年： Hello 2013年： Sleep Talking 2016年： Q is. 2016年： CANVAS 2019年： Happily Ever After 2019年： The Table 2020年： The Nocturne 精選專輯 2022年：Needle & Bubble 銷售成績:64523 單曲 2012年： FACE 2015年：I'm Bad 2019年：A Song For You 2019年： Universe （演唱： 旼炫 ） 2020年：LET'S LOVE（WITH SPOONZ） 綜藝節目 2018年： 神秘音樂秀：蒙面歌王 EP160 - Beautiful Night（演唱：白虎，原唱： BEAST ） 2018年： 神秘音樂秀：蒙面歌王 EP160 - 想起（演唱：白虎，原唱：復活） 2019年： The Call 2 EP9 - 壞傢伙（演唱：白虎） 2019年： The Call 2 EP10 - 請健康不要生病（演唱：白虎） OST 2019年： 成為王的男人 Part.2 - 那天，我們（演唱：白虎） 2020年：NUTube OST - Best Summer（With Spoonz） 2021年： 戀愛革命 - All Nights For You（演唱：旼炫） 2021年： 衣袖紅鑲邊 - I'll be with you every day（演唱：旼炫） 2021年： 現正分手中 - 因為是你（演唱：白虎） | 日語作品 專輯 2014年： NU'EST BEST IN KOREA 2015年： Bridge the World 2020年：Drive 單曲 2014年：Shalala Ring 2015年： NA.NA.NA.淚 | NU'EST-M 單曲 2013年：夢到你 2013年：FACE NU'EST W 迷你專輯 2017年： W,HERE 2018年： WHO, YOU 2018年： WAKE,N 單曲 2017年： If You 2018年： I Don't Care（with Spoonz） OST 2017年： 花遊記 Part.1 - Let Me Out 2018年： 陽光先生 Part.10 - AND I 綜藝節目 2018年： Two Yoo Project - Sugar Man 2 Part.1 - 風兒啊請停下（原唱： 李芝娟 ） |

## 影視作品
成員旼炫於Wanna One時期作品，請參閱：Wanna One#影視作品

## 代言宣傳及活動
成員旼炫於Wanna One時期代言，請參閱：Wanna One#廣告代言

### 廣告代言及品牌宣傳
| 年份                         | 公司名稱      | 品牌名稱           | 參與成員 | 備註                                         |
| ---------------------------- | ------------- | ------------------ | -------- | -------------------------------------------- |
| 2011年                       |               | New Balance        | 全體成員 | Pledis Boys 身份                             |
| 2013年                       |               | 麥當勞             | 全體成員 | 韓國區                                       |
| 2017年7月12日-11月29日       |               | LABIOTTE           | JR、REN  | 韓國區全品牌代言                             |
| 2017年11月30日- 2018年全年度 |               | LABIOTTE           | NU'EST W | 韓國區全品牌代言 2018年5月電視廣告及雜誌廣告 |
| 2017年第4季                  |               | BLACKYAK           | NU'EST W | Art of the Youth                             |
| 2018年全年度                 | 漢登集團      | HANG TEN           | NU'EST W | 韓國區全品牌代言                             |
| 2018年第1季                  |               | JILLSTUART SPORT   | NU'EST W | PLAY YOUTH LIFE                              |
| 2018年10月                   | NCsoft        | Spoonz             | NU'EST W | 合作單曲及MV                                 |
| 2018年11月-                  |               | NeNe炸雞           | NU'EST W | 與SEVENTEEN共同代言 2018年11月電視廣告       |
| 2018年12月-2019年6月         |               | SUGARLOLO 슈가로로 | NU'EST W |                                              |
| 2018年12月-2019年6月         | CHC           |                    | NU'EST W |                                              |
| 2019年3月-                   | 漢登集團      | HANG TEN           | 全體成員 | 韓國區全品牌代言                             |
| 2019年4月-                   | NCsoft        | Spoonz             | 全體成員 | NU'EST版合作單曲                             |
| 2019年6月                    | Moncler S.p.A | MONCLER            | 旼炫     | 韓國區品牌宣傳大使                           |
| 2019年9月-                   | 每日乳業      | 每日豆漿           | 旼炫     | 品牌宣傳廣告模特兒及代言人                   |
| 2019年9月-                   | Origins       | Origins Korea      | JR       | 品牌宣傳廣告模特兒及品牌宣傳大使             |
| 2019年11月-                  | MESCO         | DPC                | REN      | 品牌宣傳廣告模特兒                           |
| 2019年12月-                  | LLOYD         | LLOYD The Gift     | JR       | 品牌宣傳廣告模特兒                           |
| 2020年2月-                   | 雅詩蘭黛公司  | JO MALONE LONDON   | 旼炫     | 韓國區品牌宣傳大使                           |
| 2021年8月-                   | 法國LVMH集團  | 嬌蘭(GUERLAIN)     | 旼炫     | 韓國區品牌代言人                             |

### 活動宣傳大使
| 日期   | 活動名稱             | 參與成員 | 備註 |
| ------ | -------------------- | -------- | ---- |
| 2012年 | 韓國童軍協會榮譽大使 | 全體成員 |      |

## 演唱會及其他演出
迄今，NU'EST演出地點遍布世界各地的不同國家，在日本、南美、歐洲,香港舉行巡迴。

## 獎項

### 大型頒獎典禮獎項
| 年度   | 頒獎典禮                                                | 獎項                          | 作品 / 分隊 / 成員            | 結果 |
| ------ | ------------------------------------------------------- | ----------------------------- | ----------------------------- | ---- |
| 2012年 | 第27屆 金唱片獎                                         | 新人獎                        | FACE                          | 提名 |
| 2013年 | Arirang Simply Kpop Awards                              | 超級新人獎                    | 不適用                        | 獲獎 |
| 2013年 | Korean Updates Awards                                   | 最佳男子新人獎                | 不適用                        | 獲獎 |
| 2015年 | 第9屆 音樂盛典咪咕匯                                    | 年度最具潛力組合獎            | 不適用                        | 獲獎 |
| 2017年 | 第2屆 亞洲明星盛典                                      | 歌手部門最佳演藝人            | NU'EST W                      | 獲獎 |
| 2017年 | 第19屆 Mnet亞洲音樂大獎                                 | 最佳男子團體                  | NU'EST W                      | 提名 |
| 2017年 | 第19屆 Mnet亞洲音樂大獎                                 | 年度發現獎                    | NU'EST W                      | 獲獎 |
| 2017年 | 第32屆 金唱片獎                                         | 唱片部門本賞                  | NU'EST W 《W,HERE》           | 獲獎 |
| 2017年 | 第27屆 首爾歌謠大賞                                     | 本賞                          | 《W,HERE》                    | 獲獎 |
| 2017年 | 第27屆 首爾歌謠大賞                                     | 韓流特別賞                    | 《W,HERE》                    | 提名 |
| 2017年 | 第7屆 Gaon Chart K-POP大獎                              | 年度歌手音源部門 10月         | WHERE YOU AT                  | 提名 |
| 2017年 | 第7屆 Gaon Chart K-POP大獎                              | 年度歌手專輯部門 第四季       | W,HERE                        | 提名 |
| 2017年 | 第7屆 Gaon Chart K-POP大獎                              | 火熱表演獎                    | WHERE YOU AT                  | 獲獎 |
| 2018年 | Asia Model Awards                                       | 人氣之星獎（歌手部門）        | NU'EST W                      | 獲獎 |
| 2018年 | Asia Model Awards                                       | 亞洲特別獎                    | NU'EST W                      | 獲獎 |
| 2018年 | 第2屆 SORIBADA最佳音樂大獎                              | 新韓流ICON賞                  | NU'EST W                      | 獲獎 |
| 2018年 | 第2屆 SORIBADA最佳音樂大獎                              | 本賞                          | NU'EST W                      | 獲獎 |
| 2018年 | 2018 APAN STAR AWARDS                                   | Makestar OST獎                | AND I                         | 提名 |
| 2018年 | 第3屆 亞洲明星盛典                                      | 年度ARTIST                    | NU'EST W                      | 獲獎 |
| 2018年 | 第3屆 亞洲明星盛典                                      | BEST MUSIC                    | NU'EST W                      | 獲獎 |
| 2018年 | 第10屆 Melon Music Awards                               | Music Style 男子舞蹈獎        | Dejavu                        | 提名 |
| 2018年 | 第20屆 Mnet亞洲音樂大獎                                 | WORLDWIDE FANS' CHOICE TOP 10 | NU'EST W                      | 獲獎 |
| 2018年 | 第20屆 Mnet亞洲音樂大獎                                 | 最佳男子團體                  | NU'EST W                      | 提名 |
| 2018年 | 第20屆 Mnet亞洲音樂大獎                                 | 最佳 OST                      | AND I                         | 提名 |
| 2018年 | 第20屆 Mnet亞洲音樂大獎                                 | 最佳年度歌手                  | NU'EST W                      | 提名 |
| 2018年 | 2018 KOREA POPULAR MUSIC AWARDS                         | 音源獎                        | WHERE YOU AT                  | 提名 |
| 2018年 | 2018 KOREA POPULAR MUSIC AWARDS                         | 歌手獎                        | NU'EST W                      | 提名 |
| 2018年 | 2019 韓國第一品牌大獎                                   | 男子綜藝新人                  | JR                            | 獲獎 |
| 2018年 | 第33屆金唱片獎                                          | 唱片部門 本賞                 | NU'EST W 《WHO, YOU》         | 獲獎 |
| 2018年 | 第28屆 首爾歌謠大賞                                     | 本賞                          | WHO, YOU                      | 獲獎 |
| 2018年 | 第28屆 首爾歌謠大賞                                     | 韓流特別賞                    | WHO, YOU                      | 提名 |
| 2018年 | 第8屆 Gaon Chart K-POP大獎                              | 年度歌手專輯部門 第二季       | WHO, YOU                      | 提名 |
| 2019年 | 第1屆 U⁺5G THE FACT MUSIC AWARDS                        | FAN N STAR 名人堂歌手獎       | NU'EST W                      | 獲獎 |
| 2019年 | 第1屆 U⁺5G THE FACT MUSIC AWARDS                        | FAN N STAR 名人堂個人獎       | JR                            | 獲獎 |
| 2019年 | 第1屆 U⁺5G THE FACT MUSIC AWARDS                        | FAN N STAR 名人堂個人獎       | ARON                          | 獲獎 |
| 2019年 | 第1屆 U⁺5G THE FACT MUSIC AWARDS                        | 最佳藝人獎                    | NU'EST                        | 獲獎 |
| 2019年 | 2019年度品牌大賞                                        | 最佳男子團體部門獎            | NU'EST                        | 獲獎 |
| 2019年 | 第4屆 亞洲明星盛典                                      | ASIA CELEBRITY 獎（SINGER）   | NU'EST                        | 獲獎 |
| 2019年 | 第4屆 亞洲明星盛典                                      | AAA BEST MUSICIAN 獎          | NU'EST                        | 獲獎 |
| 2019年 | 第11屆 Melon Music Awards                               | Music Style 男子舞蹈獎        | 旼炫 〈Universe〉             | 提名 |
| 2019年 | 第17屆 KBS演藝大獎                                      | 2019 HOT ISSUE 藝能人獎       | 白虎                          | 獲獎 |
| 2019年 | 2019 STAGETALK AUDIENCE CHOICE AWARDS（SACA觀眾票選獎） | 最佳話劇演員男子新人獎        | 旼炫 《Marie Antoinette》     | 獲獎 |
| 2020年 | 第34屆金唱片獎                                          | 唱片部門 本賞                 | NU'EST 《Happily Ever After》 | 獲獎 |
| 2020年 | 第34屆金唱片獎                                          | 柯夢波丹藝人賞                | NU'EST                        | 獲獎 |
| 2020年 | 第29屆首爾歌謠大賞                                      | 本賞                          | NU'EST                        | 獲獎 |
| 2020年 | 第5屆 亞洲明星盛典                                      | ARTIST OF THE YEAR            | NU'EST                        | 獲獎 |
| 2020年 | 第2屆 THE FACT MUSIC AWARDS                             | 年度藝術家                    | NU'EST                        | 獲獎 |
| 2021年 | 第35屆金唱片獎                                          | Golden Choice                 | NU'EST                        | 獲獎 |
| 2021年 | 第30屆首爾歌謠大賞                                      | 本賞                          | NU'EST                        | 獲獎 |
| 2021年 | 第六屆亞洲明星盛典 Asia Artist Awards                   | Best Achievement              | NU'EST                        | 獲獎 |
| 2021年 | 第六屆亞洲明星盛典 Asia Artist Awards                   | 演員潛力新星獎                | 黃旼炫                        | 獲獎 |

#### 主要音樂節目榜單排名
| 主打歌曲排名成績 | 主打歌曲排名成績                                                                  | 主打歌曲排名成績      | 主打歌曲排名成績    | 主打歌曲排名成績       | 主打歌曲排名成績 | 主打歌曲排名成績        | 主打歌曲排名成績     | 主打歌曲排名成績                                                                           |
| 專輯 | 歌曲                                                                              | Mnet 《M! Countdown》 | KBS2 《Music Bank》 | MBC 《Show! 音樂中心》 | SBS 《人氣歌謠》 | MBC M 《Show Champion》 | SBS MTV 《THE SHOW》 | 備註                                                                                       |
| 2012年 | 2012年                                                                            | 2012年                | 2012年              | 2012年                 | 2012年           | 2012年                  | 2012年               | 2012年                                                                                     |
| --- | --------------------------------------------------------------------------------- | --------------------- | ------------------- | ---------------------- | ---------------- | ----------------------- | -------------------- | ------------------------------------------------------------------------------------------ |
| FACE | FACE                                                                              | 12                    | 23                  | 7                      | TAKE7            | 30                      |                      |                                                                                            |
| Action | Action                                                                            | 18                    | 34                  | 15                     | 5                | 25                      |                      |                                                                                            |
| 2013年 |                                                                                   |                       |                     |                        |                  |                         |                      |                                                                                            |
| Hello | Hello                                                                             | 12                    | 15                  | 14                     | 11               | 10                      |                      | 2017年音源逆行，6月人氣歌謠刷新最佳紀錄； 8月音樂銀行刷新紀錄至16位，2018年7月再次刷新紀錄 |
| Sleep Talking | Sleep Talking（夢話）                                                             | 19                    | 11                  | 34                     | 21               | /                       |                      |                                                                                            |
| 2014年 |                                                                                   |                       |                     |                        |                  |                         |                      |                                                                                            |
| Re:BIRTH | Good Bye Bye                                                                      | 14                    | 13                  | 11                     | 25               | 12                      |                      |                                                                                            |
| 2016年 |                                                                                   |                       |                     |                        |                  |                         |                      |                                                                                            |
| Q is. | 女王的騎士（Overcome）                                                            | 10                    | 32                  |                        | /                | 17                      | 4                    |                                                                                            |
| CANVAS | Love Paint                                                                        | 10                    | 40                  |                        | /                | /                       | 2                    | 首次進入一位候補；2017年8月音樂銀行刷新最佳紀錄                                            |
| 2017年 |                                                                                   |                       |                     |                        |                  |                         |                      |                                                                                            |
| If You | If You                                                                            | 無宣傳不排名          | 11                  | 2                      | 14               | 8                       | 無宣傳不排名         | NU'EST W；無MV、不參加音樂節目                                                             |
| W, HERE | WHERE YOU AT                                                                      | 1                     | 1                   | 1                      | 3                | 2                       | 無宣傳不排名         | NU'EST W；音樂中心於宣傳期間因罷工停播                                                     |
| 2018年 |                                                                                   |                       |                     |                        |                  |                         |                      |                                                                                            |
| WHO, YOU | Dejavu                                                                            | 2                     | 1                   | 2                      | 7                | 3                       | 無宣傳不排名         | NU'EST W                                                                                   |
| WAKE,N | HELP ME                                                                           | 4                     | 1                   | 2                      | 14               | 6                       | 無宣傳不排名         | NU'EST W                                                                                   |
| 2019年 |                                                                                   |                       |                     |                        |                  |                         |                      |                                                                                            |
| A Song For You | A Song For You                                                                    | 無宣傳不排名          | 26                  | 22                     | /                | /                       | 無宣傳不排名         | 無MV、不參加音樂節目                                                                       |
| Happily Ever After | Universe                                                                          | 無宣傳不排名          | 40                  | 10                     | 27               | /                       | 無宣傳不排名         |                                                                                            |
| Happily Ever After | BET BET                                                                           | 1                     | 1                   | 2                      | 7                | (1)                     | 無宣傳不排名         | 三台冠軍歌曲                                                                               |
| Happily Ever After | Segno                                                                             | 無宣傳不排名          | 33                  | /                      | /                | /                       | 無宣傳不排名         |                                                                                            |
| The Table | LOVE ME                                                                           | 1                     | 1                   | 1                      | 1                | 1                       | 無宣傳不排名         | 五台冠軍歌曲                                                                               |
| 2020年 |                                                                                   |                       |                     |                        |                  |                         |                      |                                                                                            |
| The Nocturne | I'm in Trouble                                                                    | 1                     | 1                   | 1                      | 2                | 1                       | 無宣傳不排名         | 四台冠軍歌曲                                                                               |
| 2021年 |                                                                                   |                       |                     |                        |                  |                         |                      |                                                                                            |
| Romanticize | INSIDE OUT                                                                        | 1                     | 1                   | 1                      | 1                | 1                       | 無宣傳不排名         | 五台冠軍歌曲；Show Champion於宣傳期間停播                                                  |
| 2022年 |                                                                                   |                       |                     |                        |                  |                         |                      |                                                                                            |
| Needle & Bubble | 再次，春                                                                          | 9                     | 30                  | 15                     | 26               | 10                      | 無宣傳不排名         | 部分成員已約滿，無法參加音樂節目                                                           |
| \| - 「/」表示未有相關資料 - 「(1)」：兩星期冠軍 - 「*」：打榜中 \| - 「 」：該段時期未有設立排行榜 - 「TAKE7」：《人氣歌謠》排名候選曲，未能獲得一位 \| |                                                                                   |                       |                     |                        |                  |                         |                      |                                                                                            |
| - 「/」表示未有相關資料 - 「(1)」：兩星期冠軍 - 「*」：打榜中                                                                                            | - 「 」：該段時期未有設立排行榜 - 「TAKE7」：《人氣歌謠》排名候選曲，未能獲得一位 |                       |                     |                        |                  |                         |                      |                                                                                            |

| 各台冠軍歌曲獎座統計                                             | 各台冠軍歌曲獎座統計 | 各台冠軍歌曲獎座統計 | 各台冠軍歌曲獎座統計 | 各台冠軍歌曲獎座統計 | 各台冠軍歌曲獎座統計 |
| Mnet                                                             | KBS                  | MBC                  | SBS                  | MBC M                | SBS MTV              |
| ---------------------------------------------------------------- | -------------------- | -------------------- | -------------------- | -------------------- | -------------------- |
| 5                                                                | 7                    | 4                    | 2                    | 5                    | 0                    |
| 一位總數 ：23 三台冠軍歌曲 ：1 四台冠軍歌曲 ：2 五台冠軍歌曲 ：2 |                      |                      |                      |                      |                      |

## 外部連結
| - Ren Instagram（页面存档备份，存于） （） - JR Instagram（页面存档备份，存于） （） - 旼炫 Instagram（页面存档备份，存于） （） - Aron Instagram（页面存档备份，存于） （） - Ren Twitter（页面存档备份，存于） （） | - NU'EST 韓國官方網站（页面存档备份，存于） （） - NU'EST 韓國官方Fan Cafe（页面存档备份，存于） （） - NU'EST 韓國官方Twitter（页面存档备份，存于） （）（英文） - NU'EST 韓國官方Facebook（页面存档备份，存于） （）（英文） - NU'EST 韓國官方Youtube（页面存档备份，存于） （） - NU'EST 韓國官方V LIVE（页面存档备份，存于） （） - NU'EST 韓國官方IG（页面存档备份，存于）（） - NU'EST 韓國官方TikTok（页面存档备份，存于）（） | - NU'EST 日本官方網站（页面存档备份，存于） （日語） - NU'EST 日本官方Fan Club （日語） - NU'EST 日本官方Twitter（页面存档备份，存于） （日語） - NU'EST 日本官方Facebook（页面存档备份，存于） （日語） - NU'EST 日本官方Youtube（页面存档备份，存于） （日語） - NU'EST 中國官方Weibo（页面存档备份，存于） （简体中文） - NU'EST 中國官方抖音（页面存档备份，存于） （简体中文） |